# Bataille de Rivoli, 14 janvier 1797
La Bataille de Rivoli, 14 janvier 1797 est un tableau de Henri Félix Emmanuel Philippoteaux, peint en 1844. Il s'agit de l'une des œuvres visibles dans la galerie des batailles, au château de Versailles, en France.

## Description
La Bataille de Rivoli est une huile sur toile, de 4,65 m de haut sur 5,45 m de long. Elle représente une scène de la bataille de Rivoli, en 1797.

## Localisation
L'œuvre est située dans la galerie des batailles, dans le château de Versailles. Les toiles de la galerie étant disposées par ordre chronologique, elle est placée entre celles représentant la bataille de Fleurus (1794) et la bataille de Zurich (1799).

## Historique
En 1833, le roi Louis-Philippe, au pouvoir depuis 3 ans, décide de convertir le château de Versailles en musée historique de la France. La galerie des Batailles est inaugurée en 1837. 33 toiles monumentales y sont disposées, dépeignant des épisodes militaires de l'histoire de France.
Louis-Philippe commande la toile à Henri Félix Emmanuel Philippoteaux en 1842. Elle est exposée en 1844.